# بوده توماس
بوده توماس (بالإنجليزية: Bode Thomas)‏ هو محامي نيجيري، ولد في 1918 في لاغوس في نيجيريا، وتوفي في 1953.